# Oraison (liturgie)
Pour les articles homonymes, voir Oraison.

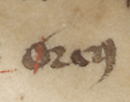
Abréviation du scribe « ore9 » pour oremus (vers 1425)

En liturgie, une oraison (du latin orare, prier - oremus, prions) est une formule destinée à matérialiser la prière collective au cours d'une cérémonie religieuse.
Elle peut se dire en conclusion à une antienne, une litanie, une incantation, une louange ou une hymne.

## Oraisons de la messe
Une messe chrétienne contient au propre trois oraisons :
- La collecte, ou prière d'ouverture, est dite au début de la cérémonie à la fin des rites d'entrée et de pénitence juste avant la liturgie de la Parole. Cette oraison est reprise tout au long de la journée dans l'office (laudes, vêpres).
- La prière sur les offrandes, est dite à la fin de l'offertoire ; autrefois, on l'appelait secrète car elle était dite à voix basse.
- La postcommunion, ou prière après la communion est une formule d'action de grâce, où l'assemblée remercie Dieu pour la grâce de l'Eucharistie qui vient d'être célébrée, et en demande les fruits. Elle marque symboliquement la fin du temps sacré de la messe, et est suivie par les rites de conclusion.

Les oraisons de la liturgie latine se distinguent par leur sobriété et leur précision, alors que celles des liturgies orientales sont beaucoup plus ornées et poétiques.[réf. souhaitée]

## Oraison dominicale
On appelle « oraison dominicale » la prière du Notre Père, c'est-à-dire, littéralement, la prière du Seigneur, du latin Oratio Dominica, expression elle-même issue du latin Dominus, Seigneur. 

## Autres types d'oraisons
- Oraison aspirative
- Oraison jaculatoire
- Oraison silencieuse
- Hésychasme